# Giro di Romagna 1931
Il Giro di Romagna 1931, sedicesima edizione della corsa, si svolse il 26 luglio 1931 su un percorso di 186 km con partenza e arrivo a Lugo. Fu vinto dall'italiano Ettore Meini, che completò il percorso in 6h47'12" precedendo i connazionali Armando Zucchini e Remo Bertoni. Conclusero la prova 17 dei 30 ciclisti al via.

## Ordine d'arrivo (Top 10)
| Pos. | Corridore         | Squadra      | Tempo    |
| ---- | ----------------- | ------------ | -------- |
| 1    | Ettore Meini      | C.S. Firenze | 6h47'12" |
| 2    | Armando Zucchini  | V.S. Reno    | s.t.     |
| 3    | Remo Bertoni      | Legnano      | s.t.     |
| 4    | Renato Scorticati | V.C. Reggio  | s.t.     |
| 5    | Mario Cipriani    | A.C. Pratese | s.t.     |
| 6    | Aldo Canazza      | Legnano      | s.t.     |
| 7    | Livio Carlotti    | V.S. Ferrara | s.t.     |
| 8    | Paride Scacchetti | Nic. Biondo  | s.t.     |
| 9    | Aleardo Simoni    | Ganna        | s.t.     |
| 10   | Gaspare Babini    | V.S. Reno    | s.t.     |